# Tadeusz Korzeniowski
Tadeusz Romuald Korzeniowski (ur. 1918 w Wołczynie na Polesiu, zm. 1 marca 2014) – polski wojskowy, żołnierz podziemia niepodległościowego w czasie II wojny światowej, członek Armii Krajowej, a następnie Narodowych Sił Zbrojnych, gdzie dowodził kompanią, major WP w stanie spoczynku, działacz kombatancki, wieloletni członek Zarządu Okręgu Pomorskiego Związku Żołnierzy Narodowych Sił Zbrojnych oraz delegat na Krajowy Zjazd Związku Żołnierzy NSZ.
Kawaler Krzyża Oficerskiego Orderu Odrodzenia Polski.
Zmarł 1 marca 2014 r. Został pochowany na Cmentarzu Parafialnym Świętego Wojciecha w Gdańsku w dniu 7 marca 2014 r.